# Oglasa fusciterminata
Oglasa fusciterminata är en fjärilsart som beskrevs av George Francis Hampson 1897. Oglasa fusciterminata ingår i släktet Oglasa och familjen nattflyn. Inga underarter finns listade i Catalogue of Life.